# لادی (ویسکانسین)
لادی، ویسکانسین  (به انگلیسی: Lodi) شهری در شهرستان کلومبیا ایالت ویسکانسین است که در سال ۱۹۴۱ بنیان‌گذاری شده‌است. این شهر طبق سرشماری سال ۲۰۱۰ میلادی ۳٬۰۵۰ نفر جمعیت داشته‌است.